# Diecezja Sioux City
Diecezja Sioux City (łac. Dioecesis Davenportensis, ang. Diocese of Sioux City) – rzymskokatolicka diecezja ze stolicą w Sioux City, w stanie Iowa, region Midwest, Stany Zjednoczone.
Terytorialnie obejmuje hrabstwa Boone, Buena Vista, Calhoun, Carroll, Cherokee, Clay, Crawford, Dickinson, Emmet, Greene, Humboldt, Ida, Kossuth, Lyon, Monona, O’Brien, Osceola, Palo Alto, Plymouth, Pocahontas, Sac, Sioux, Webster i Woodbury.

## Historia
Diecezji została kanonicznie ustanowiona przez papieża Leon XIII 15 stycznia 1902, wyodrębniona z terytorium archidiecezji Dubuque w stanie Iowa.

## Ordynariusze
1. Philip J. Garrigan (1902–1919)
2. Edmond Heelan (1920–1948)
3. Joseph M. Mueller (1948–1970)
4. Frank H. Greteman (1970–1983)
5. Lawrence Soens (1983–1998)
6. Daniel DiNardo (1998–2004)
7. Walker Nickless (2005–2025)
8. John Keehner (od 2025)

## Szkoły

### Uczelnie
Briar Cliff University

### Szkoły średnie
- Bishop Garrigan High School w Algona
- Bishop Heelan Catholic High School w Sioux City
- Gehlen Catholic High School w Le Mars
- Kuemper Catholic High School w Carroll
- St. Edmond High School w Fort Dodge
- St. Mary's High School w Remsen
- St. Mary's High School w Storm Lake
- Spalding Catholic High School w Granville